# Cloverdale (Alabama)
Cloverdale ist ein gemeindefreies Gebiet im Lauderdale County im Bundesstaat Alabama in den Vereinigten Staaten.

## Geographie
Cloverdale liegt im Nordwesten Alabamas im Süden der Vereinigten Staaten, etwa 7 Kilometer südlich der Grenze zu Tennessee sowie 30 Kilometer östlich der Grenze zu Mississippi. 17 Kilometer südwestlich verläuft der 1050 Kilometer lange Tennessee River.
Nahegelegene Orte sind unter anderem Threet (5 km westlich), Underwood-Petersville (7 km südöstlich), Zip City (9 km östlich), Florence (11 km südöstlich) und Oakland (11 km südwestlich). Die nächste größere Stadt ist mit 186.000 Einwohnern das etwa 85 Kilometer östlich entfernt gelegene Huntsville.

## Geschichte
Frühere Namen Cloverdales waren Raw Hide und Waveland. 1872 wurde ein Postamt gegründet.

## Verkehr
Cloverdale liegt unmittelbar an der Alabama State Route 157. Etwa 5 Kilometer westlich verläuft der 715 Kilometer lange Natchez Trace Parkway.
25 Kilometer südöstlich befindet sich der Northwest Alabama Regional Airport.